# Сцинтиграфија
Сцинтиграфија је нуклеарна медицинска дијагностичка метода којом се уживо врше записивања варничења изотопа (радиофармацеутика). Заснована је на регистровању просторне расподеле гама зрачења, специјалном камером, након оралног или парентералног уноса прописане дијагностичке дозе и врсте радиоактивног изотопа. Сцинитиграфија се разлику од снимања рендгеном, по томе што код ове методе спољне, Х-зрачење, пролази кроз тело да би формирало слику на рендгенограму.
Метода сцинтиграфије намењена је за испитивање облика, величине и положаја појединих органа или органских система, и анализу равномерности расподеле (хомогеност) унетог радионуклеида, што има посебан значај у дијагностици. Њен значај огледа се и у томе што, за разлику од других метода пружа могућност истовременог испитивања морфологије и функције органа. Тако нпр. само један сцинтиграфски преглед омогућује истовремено директну визуализацију инфаркта и откривање узрочних и пратећих хемодинамских поремећаја. Зато се сцинтиграфија све више примењује као први корак у тријажи цереброваскуларних и кардиоваскуларних болесника.
Иако је сцинтиграфија постала позната метода за детекцију неопластичких лезија јер има високу сензитивност због ниже специфичност, она се често комбинује са МРТ.
Ова нуклеарно-медицинска метода је једноставна за извођење јер је неинвазивна, дозе озрачености болесника су много мања него при радиолошким тестовима, а нежељена дејства примењених радиофармацеутика су изузетно ретка. 

## Примена
| Органски систем         | Врсте сцинтиграфије и начин извођења |
| ----------------------- | --- |
| Кардиоваскуларни систем | - Перфузиона сцинтиграфија срчаног мишића (болест коронарних артерија, хипертрофија срчаног зида, дилатација шупљине коморе) - Сцинтиграфија инфаркта миокарда. |
| Респираторни систем     | - Перфузиону сцинтиграфија плућа - Вентилациона сцинтиграфија плућа (плућна емболија, опструктивне болести плућа, карцином бронха, саркоидоза) |
| Ендокрини систем        | - Сцинтиграфија штитасте жлезде (одређивање функционалног статуса нодуса, диференцијална дијагноза цервикалних и медијастинумских маса, метастазе карцинома штитасте жлезде, резидуално ткиво после тиреоидектомија) - Сцинтиграфија коре надбубрежних жлезда (аденом, карцином) - Сцинтиграфија сржи надбубрежних жлезда (феохромоцитом, метастазе) - Сцинтиграфија паратиреоидних жлезда (аденом, диференцијална дијагноза цервикалних тумора) |
| Мокраћнополни систем    | - Динамска сцинтиграфија бубрега (испитивање васкуларизације, процена паренхимне функције, одређивање брзине дренаже урина и праћење функцијског стања пресађеног бубрега), - Перфузиону сцинтиграфија бубрега (васкуларне болести бубрега, хемодинамика пресађеног бубрега и детекција хируршких компликација насталих на крвно-судовном систему), - Статичка сцинтиграфија бубрега (аномалије, трауматска озледа, инфаркт бубрега, пијелонефритична измењеност бубрега, рано откривање паренхимних лезија), - Сцинтиграфија скротума (диференцирање акутне торзије од акутног епидидимитиса). |
| Скелетни систем         | - Сцинтиграфија костију (метастазе, примарни тумор, васкуларне болести, инфламаторне болести, метаболичке болести, траума, болести зглобова). - Сцинтиграфија коштане сржи (диференцијална дијагноза мијелопролиферативних болести, капацитет хематопоезе). |
| Централни нервни систем | - Стандардна сцинтиграфија мозга (примарни тумори, метастазе, инфаркт, апсцес, хематом), - Перфузиона сцинтиграфија мозга (цереброваскуларне болести, деменције, епилепсија, траума, болести екстрапирамидног система). |
| Јетра и слезина         | - Хепатобилијарна сцинтиграфија (акутни холециститис, диференцијална дијагноза жутице, траума билијарног система, аномалије јетре, постоперативно испитивање) - Сцинтиграфија крвног простора јетре (хемангиом) - Сцинтиграфија слезине (неоплазме, инфаркт, хипоплазија, аномалије, цисте и др). |
| Онкологија              | - Стандардна сцинтиграфија (сцинтиграфија тумора различитих локација). - Лимфосцинтиграфија (проширеност карцинома у регионалним лимфним жлездама). |

### Перфузиона сцинтиграфија срчаног мишића
Перфузиона сцинтиграфија срчаног мишића заснива се на принципу нехомогене акумулације интравенски датог радиофармацеутика чија активност се детектује гама сцинтилационом камером. Пошто је за нехомогено распоређивање радиофармацеутика довољно и само присуство стенозе (сужења) на коронарној (срчаној) артерији, чак и преко које постоји мали градијент притиска. Код извођења ових тестова није неопходно провоцирање срчаномишиће исхемије. 
Ови тестови се могу примењивати било за време дејства стресора (физичко оптерећење, дипиридамол, аденозин), било у фази опоравка да би се детектовала „хладна поља“ за време стреса која се попуњавају у фази одмора, што је знак исхемије.
С обзиром да откривају и граничне стенозе, ови тестови имају већу сензитивност, али мању специфичност када се упореде са стресном ехокардиографијом (већи број здравих, односно оних са хемодинамском некритичном стенозом, има лажно позитиван налаз). Такође, опрема која се у овим тестовима користи је далеко скупља, што тестове чини неприступачнијим, а постоји и проблем набавке радиоактивних изотопа.

### Перфузиона сцинтиграфија плућа
Перфузијска сцинтиграфија плућа је дијагностички поступак којим се сликовно приказује прокрвљеност плућног паренхима. Болеснику се интравенски убризгава радиофармацеутик (Tc-99m MAA) најчешће у кубиталну вену или у вену на шаци, након чега се плућа снимају углавном у 6 стандардних пројекција. Снимање траје 20 до 30 минута.

### Сцинтиграфија скелетног система
Сцинтиграфија костију се обавља уз помоћу остеотропних радиофармацеутика; Tc-99 m MDP и Tc-99m HDP, који се накупљају у костима и приказују кости и зглобове. Може се применити код одраслих и деце.
Снимање се обавља тако што се болеснику убризга радиофармак на кревету за снимање и одмах се почиње са снимањем које најчешће траје 1 минут (перфузијска сцинтиграфија), а након тога се наставља снимање раних статичких сцинтиграм (трајање је временски различито и зависи од броја потребних снимака, а најчешће траје око пола сата). Након првог дела снимања следи пауза од 3-4 часа кад је болесник слободан. Потом се болесник враћа на снимање касних сцинтиграм целог скелета које траје око 60 до 90 минута (глава, грудни кош, кичмени стуб, карлица, удови) у предње-задњој и задњој пројекцији. 

### Статичка сцинтиграфија бубрежног система
Статичка сцинтиграфија бубрега изводи се уз помоћ радиофармацеутика Tc-99 m -димеркаптосукцинске киселине (DMSA), који је због израженог афинитета према ћелијама проксималног тубула осетљива метода за процену функционалне кортикалне масе бубрега. Везивање овог радиофармацеутика зависи од величине функционалне кортикалне масе и бубрежне перфузије. Сцинтиграм добијен на овај начин даје увид у регионалну дистрибуцију функционално способног ткива унутар сваког бубрега. 
Статичка сцинтиграфија бубрега сматра се стандардном методом за утврђивање укупног и сегментног губитка функционалне тубулске масе, посебно за откривање кортикалних ожиљака, јер је значајно осетљивија у односу на интравенску пијелографију и ултрасонографска испитивања. Веома је погодна и за квантитативну процену функције појединачог бубрега, при чему је потребно извршити корекцију по дубини.

## Сцинтиграм
Дводимензионални графички запис расподеле расподеле радиоактивног изотопа у целом телу или појединим органима назива се сцинтиграм. Расподела радиоактивног елемента у телу/органу приказује изглед и функцију испитиваног органа.
Снимање сцинтиграма се може обављати и у танким слојевима (тзв томографија) чијом се реконструкцијом помоћу рачунара може добити тродимензионални приказ.
Сцинтиграмски запис се може добити у црно белој техници на филму (стандардни фотоскен) или у боји на папиру (колороскен). 

## Дијагностички радиофармацеутици
Радиофармацеутици који се користе у сцинтиграфији су дијагностички радиофармацеутици који који за разлику од терапијских не поседују фармаколошко дејство и не подлежу метаболичким променама. То су препарати који садрже једињења или биолошке елементе обележене јако малим количинама радионуклида (атома хемијског елемента са нестабилним језгром који из њега емитују вишак енергије). Главни захтев за квалитетан радиофармацеутик је да се селективно скупља у испитиван органу и да уз што мању дозу зрачења по пацијента и здравствено особље, омогући добијање што више корисних информација. Брзина накупљања и елиминације и биодистрибуција радиофармацеутика одраз је стања нормалних физиолошких и патолошких функција.
Пацијенту се у току сцинтиграфије радиофармацеути даје, обично венским путем па се након неког времена, колико је потребно за његову расподелу по телу, врши снимање. Снимање се обавља посебним уређајем који прати просторну и временску расподелу радиофармацеутика у телу/органу и на тај начин се добија слика одређеног органа или органског система где се радиофармацеутик накупио.
Највећи број радиофармацеутика је базиран на техницијуму-99m (Tc-99m) који поседује бројна корисна својства као гама-емитујући нуклид. Више од тридесет препарата има Tc-99m основу. Они се користе за снимање и функционална испитивања мозга, срчаног мишића, штитне жлезде, плућа, јетре, жучне кесе, бубрега, коштаног система, крви и тумора.
Многи радиофармацеутици инкорпорирају радиоактивно маркирајући атом у већи фармацеутски активан молекул, који се локализује у телу, и након тога радионуклидни маркер се може лако детектовати гама камерама или уређајима за гама снимање. У флудезоксиглукози нпр. може да буде флуор-18 инкорпориран у дезоксиглукозу. Неки радиоизотопи (на пример галијум-67, галијум-68 и радиојод) се директно користе као растворне јонске соли без даљих модификација. Тај тип употребе је завистан од хемијских и биолошких својстава самог радиоизотопа.

## Техника снимања
Основни уређај за извођење сцинтиграфије је гама камера. Према техници снимања у медицинској пракси се примењује статичка и динамска сцинтиграфија.
Статичка сцинтиграфија
Статичка сцинтиграфија се изводи применом радиофармацеутика које се везују у испитиваном органу. Снимање се врши после одређеног времена од апликације, потребног за акумулацију радиофармацеутика у испитиваном органу.
Ова техника даје дводимензионалну приказ дистрибуције радиофармацеутика у целом органу, па се снимање врши у већем броју пројекција (положаја). Томографска техником се превазилази проблем суперпонирања промена, што омогућава јаснију визуелизација промена на сцинтиграмима пресека органа, направљеним на нивоу лезије. 
Динамска сцинтиграфија
Динамска сцинтиграфија се изводи у једној пројекцији, гама камером, повезаном са дигиталним рачунаром. Снимање почиње истовремено са интравенском апликацијом радиофармака и изводи се у току временског периода који одговара испитиваном физиолошком процесу.
Целокупни период снимања дели се на временске интервале и за сваки интервал се добија по један сцинтиграм.